# Croton decalobus
Espèce
Croton decalobus est une espèce de plantes à fleurs du genre Croton et de la famille des Euphorbiaceae, présente du Mexique (Veracruz, Chiapas) jusqu'en Amérique centrale.
Il a pour synonyme :
- Cieca decaloba, (Müll.Arg.) Kuntze
- Croton pittieri, Pax
- Julocroton decalobus, (Müll.Arg.) Benth. et Hook.f.